# فرودگاه شهری آرلینگتون (داکوتای جنوبی)
فرودگاه شهری آرلینگتون (دکوتای جنوبی) (به انگلیسی: Arlington Municipal Airport (South Dakota)) یک فرودگاه همگانی بهره‌برداری هوایی است که یک باند فرود چمن دارد و طول باند آن ۹۱۴ متر است. این فرودگاه در کشور ایالات متحده آمریکا قرار دارد و در ارتفاع ۵۵۴ متری از سطح دریا واقع شده‌است.